# Frost, Minnesota
Frost är en ort i Faribault County, Minnesota, USA.